# AM 748 I 4to
AM 748 in 4to és un manuscrit islandès que conté poemes èddics que data del començament del segle xiv. Es conserva a l'Institut Árni Magnússon per als estudis islandesos de Reykjavík. Els sis fulls que han estat ben conservats contenen els següents poemes mitològics:
- Grímnismál (complet)
- Hymiskviða (complet)
- Baldrs draumar (complet)
- Skírnismál (parcial)
- Hárbarðsljóð (parcial)
- Vafþrúðnismál (parcial)
- Völundarkviða (només es conserva el començament escrit en prosa)

AM 748 in 4to és l'únic manuscrit medieval que conserva el poema Baldrs Draumar. Els altres poemes també es troben al Còdex Regius.